# Bitva u Čcheng-pchu
Bitva u Čcheng-pchu (城濮之戰) byl konflikt mezi státy Ťin, Čchu a jejich spojenci. Odehrála se na území dnešní Číny v roce 632 př. n. l., během období Jar a podzimů (722–481 př. n. l.). Byla první velkou bitvou v dlouhodobém konfliktu mezi státy v údolí Žluté řeky a státy v údolí řeky Jang-c’-ťiang. Vítězství státu Ťin upevnilo hegemonii vévody Wena ze státu Ťin a zastavilo územní ambice státu Čchu na severu minimálně na jednu generaci.

## Pozadí
Po smrti vévody Chuana ze státu Čchi roku 643 př. n. l. stát Čchu vytrvale rozšiřoval svůj vliv směrem k severu a pohltil šest menších států. V roce 636 př. n. l. se vévoda Wen, který strávil patnáct let na útěku ve více státech, dostal s pomocí vévody Mua ze státu Čchin k moci. Vévoda Wen převzal vedení ve státech a vykonal množství vnitřních reforem. V letech před 632 př. n. l. konflikt mezi státy Ťin a Čchu eskaloval a byl charakteristický častými přesuny malých států, které ležely mezi nimi, do jedné či druhé koaliční skupiny.
V zimě roku 633 př. n. l. zaútočil král Čcheng z Čchu na stát Sung, spojence státu Ťin. Odpovědí na tuto agresi byla expediční vojenská výprava pod vedením vévody Wena, která se vydala na jih na jaře následujícího roku a okupovala státy Wej a Cchao, satelity státu Čchu. V následujících měsících obě strany posilovaly své aliance. Státy Šen, Si, Čchen a Cchaj, vše přímí sousedé státu Čchu, se spojily s králem Čchengem. Stejně učinil i vzdálenější stát Lu.

## Předehra
Armáda státu Ťin se údajně musela stáhnout o 45 km, až se utábořila na rovině Čcheng-pchu na hranicích států Wej a Cchao. Očekávala rozhodující bitvu a naplnění slibu vévody Wena králi Čchengovi během jeho vyhnanství v Čchu. Ústup zároveň umožnil spojení sil Ťinu s posilami Čchi a Čchin.
Kompletně složené z vojáků Čchu bylo jen jádro armády, vedené hlavním velitelem C'jü. Levé křídlo vedené C'si tvořili vojáci ze satelitů Čchu, Šen a Si. Pravé křídlo pod C'šang se skládalo ze samostatné skupiny, kterou tvořily výhradně oddíly států Čchen a Cchaj. Jejich počty byly pravděpodobně až třetinou síly celé armády.
Síly státu Ťin se před výpravou zvětšily ze dvou na tři armády: horní, centrální a dolní. Tyto se před bitvou přeskupily do křídel: horní armáda tvořila pravé křídlo pod vedením Chu Maa a jeho zástupce Chu Jena; dolní vytvořila levé křídlo pod vedením Luan Č' a zástupce Sü Čchen. Centrální armáda vytvořila samotné jádro a vedl ji Sien Čen se zástupcem Si Čenem. Vévoda Wen souboj neřídil a ani se jej přímo nezúčastnil.

## Boj
Armády se setkaly 4. den 4. měsíce roku 632 př. n. l.
Bitva začala postupem obou křídel armády Ťin. Pravé křídlo Čchu bylo považováno za nejslabší a Sü Čchen, velitel levého křídla Ťin, na něj zaútočil. Sü chránil koně svých válečných vozů zvířecími kůžemi a vedl na toto křídlo protivníka rychlý a silný útok. Útok byl mimořádně úspěšný a zcela jej rozprášil.
Levé křídlo Ťin následně zafungovalo jako bojová síla, vážící na sebe jádro armády Čchu a bránící mu zaútočit na jejich centrum či pomoci levému křídlu. Mezitím se Chu Maovo pravé křídlo Ťin srazilo s nepřítelem, fingovalo ústup a neslo s sebou dvě velké zástavy samotného vrchního velitele. Levé křídlo Čchu, složené z odvedenců z Šen a Si, se domnívalo, že pravé křídlo Ťin se rozpadlo a C'jü nařídil pronásledování. Kontingent válečných vozů pod vedením Luan Č' se přihnal dopředu a rozdělil se do tří směrů, čímž rozvířil prach a zakryl tak pohyby Chu Maových mužů, kteří se přeskupili do kruhové formace.
Levé křídlo Ťin nadále drželo svou pozici proti centru Čchu a pomáhalo tak vlastnímu centru. Ačkoli bylo jádro ťinské armády přechodně narušeno intenzivním bojem, účinně bránilo centru Čchu v pomoci jejich levému křídlu. Jak levé křídlo Čchu postupovalo, zaútočila na jeho bok osobní garda vévody Wena, složená ze synů vysoce postavených členů klanů a jeho věrných. Mezitím celé pravé křídlo Ťin dokončilo své přeskupení a bylo zprava podporováno válečnými vozy Luan Zhi, které se přidaly k útoku. Levé křídlo Čchu bylo úplně zničeno. Když C'jü viděl, že obě jeho křídla jsou obklíčena a ničena, nařídil ústup.

## Hodnocení
Bitva u Čcheng-pchu byla pravděpodobně vůbec největší v bitvou období Jar a podzimů a jednoznačně nejpodrobněji popsanou v díle Cuoův komentář. Přesto místo bitvy zůstává nejasné: v úvahu připadá lokalita v blízkosti oblasti Čchen-liou v provincii Čchen-nan a jihozápadní oblast oblasti Ťuan v provincii Šan-tung. Po návratu na sever byl vévoda Wen uznán za krále dynastie Čou jako první z lenních pánů. Konference několika států v Ťien-tchu v roce 631 př. n. l. vedená vévodou Wenem potvrdila jejich podporu pro královskou rodinu Čou a stvrdila alianční smlouvu. Z dlouhodobé perspektivy však bitva nebyla příliš účinná ve svém cíli potlačit moc Čchu.